# Bankovec
Bankovec je eden od osnovnih elementov sodobnega denarnega sistema. Predstavlja neke vrste zadolžnico banke, ki tak bankovec izda, kadarkoli izplačljivo prinosniku na njegovo zahtevo. Bankovci podprti z ustrezno zakonodajo posamezne dežele predstvaljajo materializirano obliko uradne valute. Skupaj s kovanci tvorijo gotovinski del modernega denarnega poslovanja.
Praviloma so bankovci natisnjeni na tak ali drugačen papir. Zaradi ne prav velike trpežnosti in obstojnosti papirja se bankovci pravilom uporabljajo za višje, manjkrat uporabljene denarne vrednosti posamezne valute, kovanci pa za nižje, pogosteje uporabljene vrednosti.